# Marcos Sánchez
Marcos Aníbal Sánchez Mullins (ur. 23 grudnia 1989 w mieście Panama) – panamski piłkarz występujący na pozycji bocznego lub środkowego pomocnika, reprezentant Panamy.
Jego brat przyrodni Víctor Griffith również jest piłkarzem.

## Kariera klubowa
Sánchez rozpoczynał swoją karierę jako osiemnastolatek w skromnym klubie z jednej z niższych lig, Navy Bay z siedzibą w mieście Colón, a w późniejszym czasie przeszedł do stołecznego Tauro FC. W jego barwach w 2009 roku zadebiutował w Liga Panameña de Fútbol i wówczas także, w jesiennych rozgrywkach Clausura 2009, zdobył ze swoją drużyną wicemistrzostwo kraju. Kilka miesięcy później, w sezonie Apertura 2010, wywalczył za to z Tauro swoje pierwsze mistrzostwo Panamy. Sukces ten powtórzył we wiosennych rozgrywkach Clausura 2012. W lutym 2013 na zasadzie rocznego wypożyczenia zasilił amerykański zespół D.C. United, zostając pierwszym Panamczykiem w historii klubu. W Major League Soccer zadebiutował 2 marca 2013 w przegranym 0:2 meczu z Houston Dynamo; ostatecznie w barwach ekipy z Waszyngtonu rozegrał dziewięć spotkań, nie zdobywając gola, a w maju tego samego roku władze United zdecydowały się skrócić jego wypożyczenie. Po powrocie do Tauro, w sezonie Apertura 2013, zanotował swój trzeci tytuł mistrza Panamy.
Wiosną 2014 Sánchez został zawodnikiem wenezuelskiej drużyny Deportivo Táchira z siedzibą w San Cristóbal. W tamtejszej Primera División zadebiutował 12 stycznia 2014 w wygranym 1:0 spotkaniu z Deportivo La Guaira.

## Kariera reprezentacyjna
W 2010 roku Sánchez znalazł się w ogłoszonym przez szkoleniowca Jorge Dely Valdésa składzie reprezentacji Panamy U-23 na Igrzyska Ameryki Środkowej i Karaibów, gdzie rozegrał dwa mecze, lecz turniej zaraz po fazie wstępnej został przerwany przez CONCACAF. Rok później został powołany na turniej kwalifikacyjny do Igrzysk Olimpijskich w Londynie. Tam wystąpił we wszystkich pięciu spotkaniach, ani razu nie wpisując się na listę strzelców, zaś Panamczycy zdołali wygrać rundę wstępną, jednak we właściwych kwalifikacjach odpadli w fazie grupowej i nie dostali się na olimpiadę.
W 2011 roku Sánchez został powołany przez selekcjonera Julio Césara Dely Valdésa na turniej Copa Centroamericana, podczas którego 14 stycznia w wygranym 2:0 meczu z Belize zadebiutował w seniorskiej reprezentacji Panamy. W tych rozgrywkach rozegrał jeszcze dwa spotkania, a jego drużyna zajęła ostatecznie trzecie miejsce. W 2013 roku ponownie znalazł się w składzie na Copa Centroamericana; tym razem Panamczycy spisali się gorzej niż dwa lata wcześniej, zajmując dopiero piątą lokatę, zaś on sam wystąpił we wszystkich trzech meczach od pierwszej do ostatniej minuty i 22 stycznia, w zremisowanym 1:1 spotkaniu fazy grupowej z Hondurasem strzelił premierowego gola w reprezentacji. W tym samym roku został powołany na Złoty Puchar CONCACAF, gdzie pełnił rolę kluczowego zawodnika swojej kadry, rozgrywając wszystkie sześć meczów w pełnym wymiarze czasowym, zaś jego zespół zdołał dotrzeć aż do finału. Brał również udział w nieudanych ostatecznie dla Panamczyków eliminacjach do Mistrzostw Świata 2014, podczas których jedenastokrotnie pojawiał się na boisku.